# Eugeniusz Nagiel
Eugeniusz Kazimierz Nagiel est un footballeur polonais né le 13 juillet 1951 à Bytom (Pologne). Ce milieu de terrain a terminé sa carrière de footballeur en France, en jouant notamment à l'US Valenciennes Anzin. 

## Carrière
- avant 1981 : Szombierki Bytom
- 1981-1982 : US Valenciennes Anzin (en division 1)
- 1982-1983 : US Nœux-les-Mines
- 1983-1985 : SC Hazebrouck

## Palmarès
- International polonais (2 sélections)